# Бертіл Алін
Нільс Бертіл Алін (англ. Nils Bertil Ahlin; 17 березня 1927 — 6 серпня 2008) — шведський боксер легшої ваги. Семиразовий чемпіон Швеції серед любителів, фіналіст чемпіонату Європи з боксу, олімпієць.

## Життєпис
На першому повоєнному чемпіонаті Європи з боксу 1947 року в Дубліні (Ірландія) почергово переміг Йоганнеса ван дер Мейлена (Нідерланди) і Джима Дваєра (Шотландія). У фінальному двобої поступився Ласло Богачу (Угорщина), задовольнившись срібною медаллю.
На літніх Олімпійських іграх 1948 року в Лондоні (Велика Британія) брав участь у змаганнях боксерів легшої ваги, проте у першому ж поєдинку поступився Сальвадору Рівері (Перу).